# Uniwersytet w Punie
Uniwersytet w Punie (marathi सावित्रीबाई फुले पुणे विद्यापीठ; ang. University of Pune) – indyjska uczelnia z głównym kampusem w mieście Puna. 
Uczelnia została założona w lutym 1949 roku i oferuje ponad czterysta kierunków studiów na poziomie licencjackim i podyplomowym. Główne programy edukacyjne i oferty Uniwersytetu w Punie są wzbogacone o kursy realizowanie tradycyjnymi i nowoczesnymi metodami.
W skład uniwersytetu wchodzi ponad 70 instytucji badawczych, w tym kilka instytucji badawczych o krajowej renomie. Najbardziej znanym wydziałem Uniwersytetu w Pune jest wydział technologii. 
Uniwersytet w Punie jest uczelnią w Indiach, funkcjonującą z myślą o studentach mieszkających w trzech miastach w Maharasztrze – Punie, Ahmednagarze i Nashiku.